# Bartolomeo Casalis
Bartolomeo Casalis (Carmagnola, 9 novembre 1825 – Torino, 13 maggio 1903) è stato un prefetto, avvocato e politico italiano, Senatore del Regno dalla XIII legislatura.
Nel 1873 fu nominato prefetto. Ricoprì questo ruolo a Catanzaro, Catania, Avellino, Macerata, Genova e Torino.
Ha ricoperto il ruolo di Capo della Polizia dal 29 ottobre 1885 al 16 aprile 1887.
Fu iniziato in Massoneria nella loggia "Ausonia" di Torino..